# Izvoarele (okręg Aluta)
Izvoarele – wieś w Rumunii, w okręgu Aluta, w gminie Izvoarele. W 2011 roku liczyła 1138 mieszkańców.